# Seigneurie de Caymont
1191–1193
Entités précédentes :
- Sultanat Ayyoubide

Entités suivantes :
- Royaume de Jérusalem

La seigneurie de Caymont est un des fiefs du royaume de Jérusalem.

## Histoire
À la suite de la bataille de Hattin, en 1187, Saladin avait conquis la quasi-totalité des États latins d'Orient, dont les seigneuries d'Ibelin et de Naplouse, qui appartenaient à Balian d'Ibelin, mais la venue de la Troisième croisade avait permis aux croisés de reprendre des territoires.
Lors des négociations entre les croisés et les musulmans, Saladin accorde en compensation à Balian la petite seigneurie de Caymont, au sud de Saint-Jean-d'Acre. À sa mort, le fief fut rattaché au domaine royal du royaume de Jérusalem.

## Géographie
.

## Féodalité
Suzerain : le roi de Jérusalem

## Liste des seigneurs
- 1191-1193 : Balian d'Ibelin († 1193), ancien seigneur d'Ibelin et de Naplouse.